# Feria del Libro de Leipzig
La Feria del Libro de Leipzig es una feria internacional del libro que tiene lugar anualmente en primavera en el Centro de Exposiciones de Leipzig, en Alemania. Es el lugar de encuentro de primavera para la industria del libro alemana. Después de la Feria del Libro de Fráncfort, la Feria del Libro de Leipzig es actualmente la segunda más grande de Alemania y, junto con la feria del automóvil Auto Mobil International y la feria de muestras universal, que existió hasta después de la reunificación, es la feria de muestras más conocida de Leipzig.
En el marco de la Feria del Libro de Leipzig, tiene lugar el festival de lectura más grande de Europa, «Leipzig Lee» [Leipzig liest], que tiene como objetivo crear un intenso intercambio entre autores y lectores. La «Convención de Manga Comic» [Manga-Comic-Convention] y la «Feria del Libro Antiguo de Leipzig» [Leipziger Antiquariatsmesse] también están integradas y forman parte de la Feria del Libro de Leipzig.

## Perfil

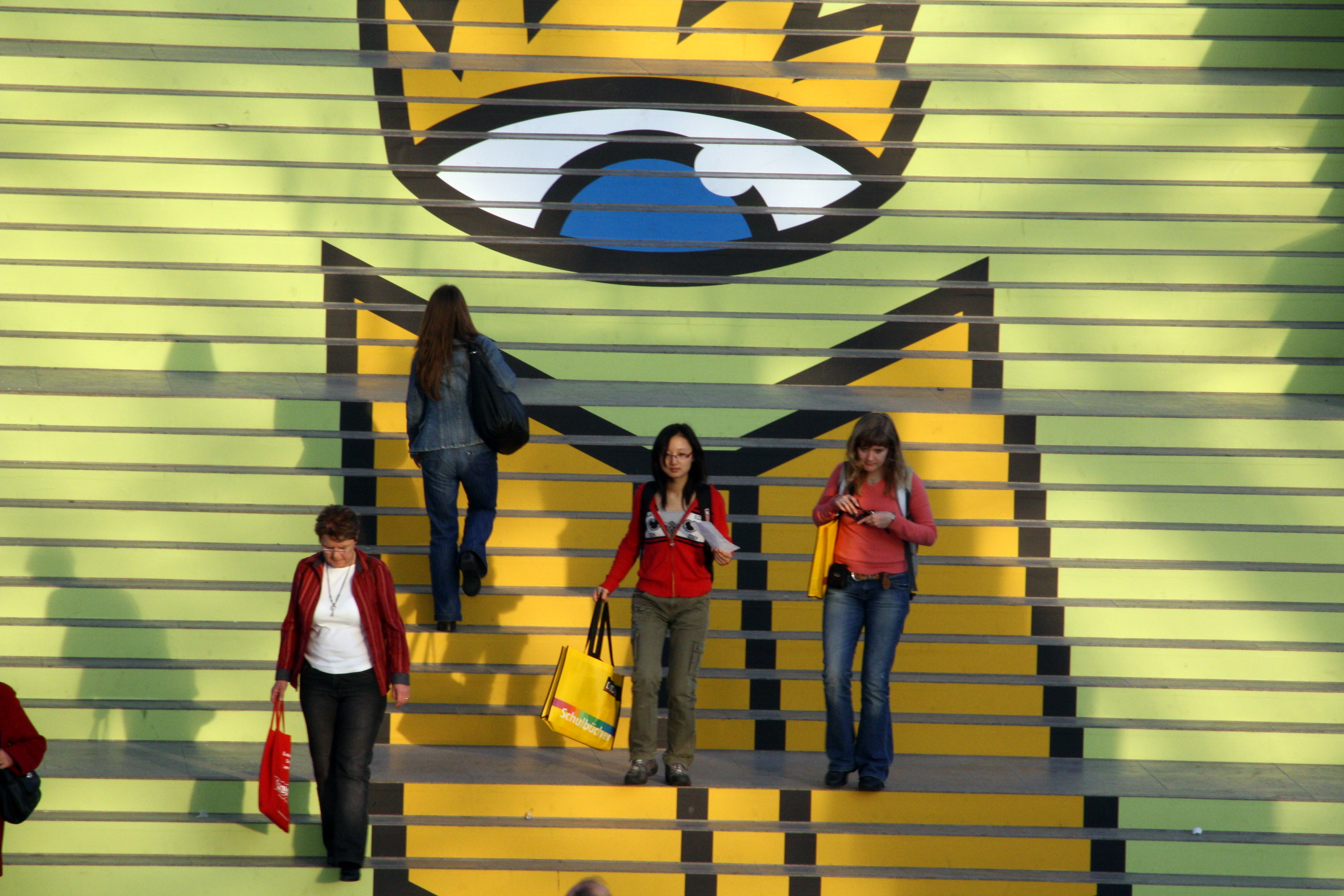
Escalera colorida en la sala de cristal de la Feria del Libro de Leipzig

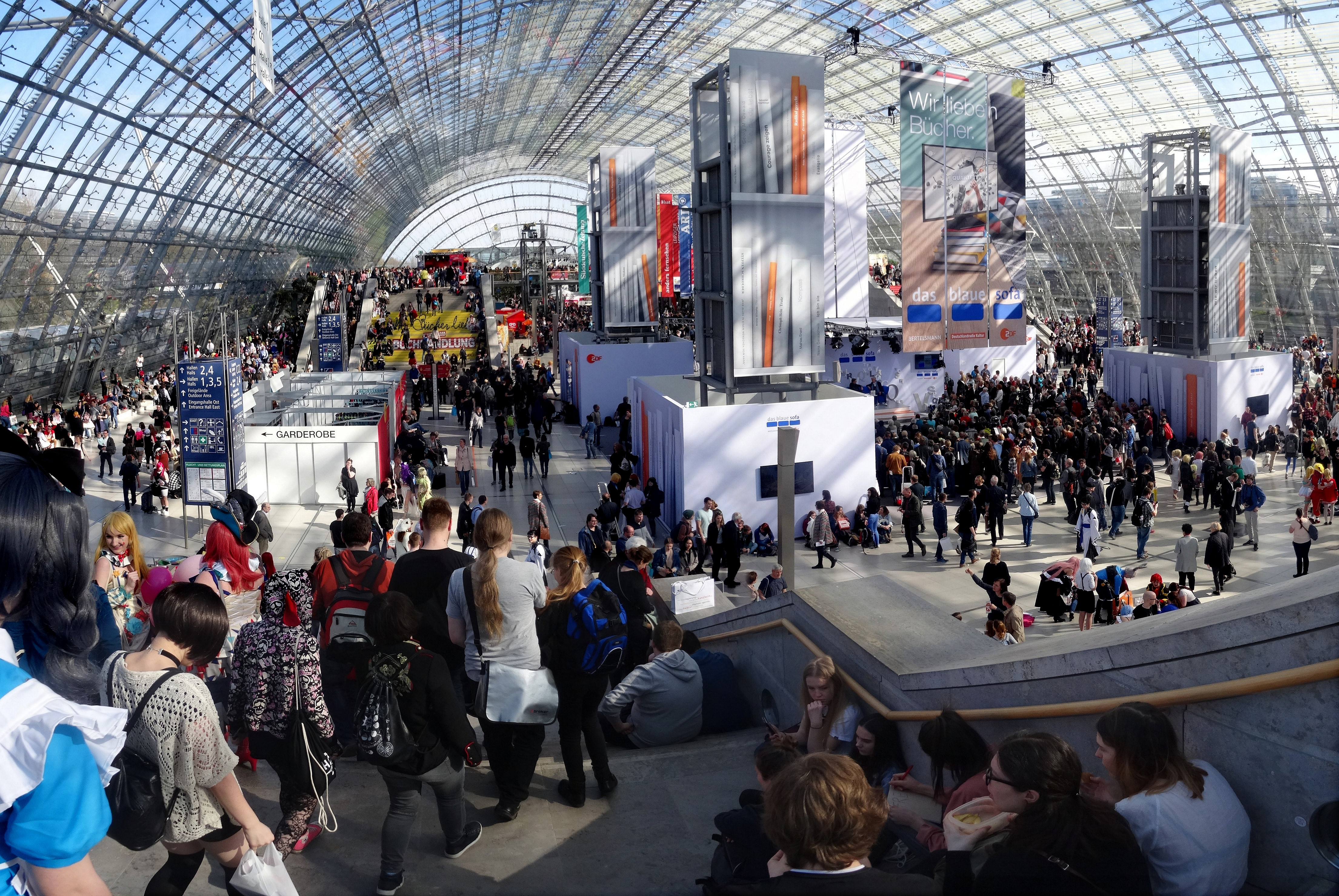
Multitud en el Salón de Cristal durante la Feria del Libro de 2017

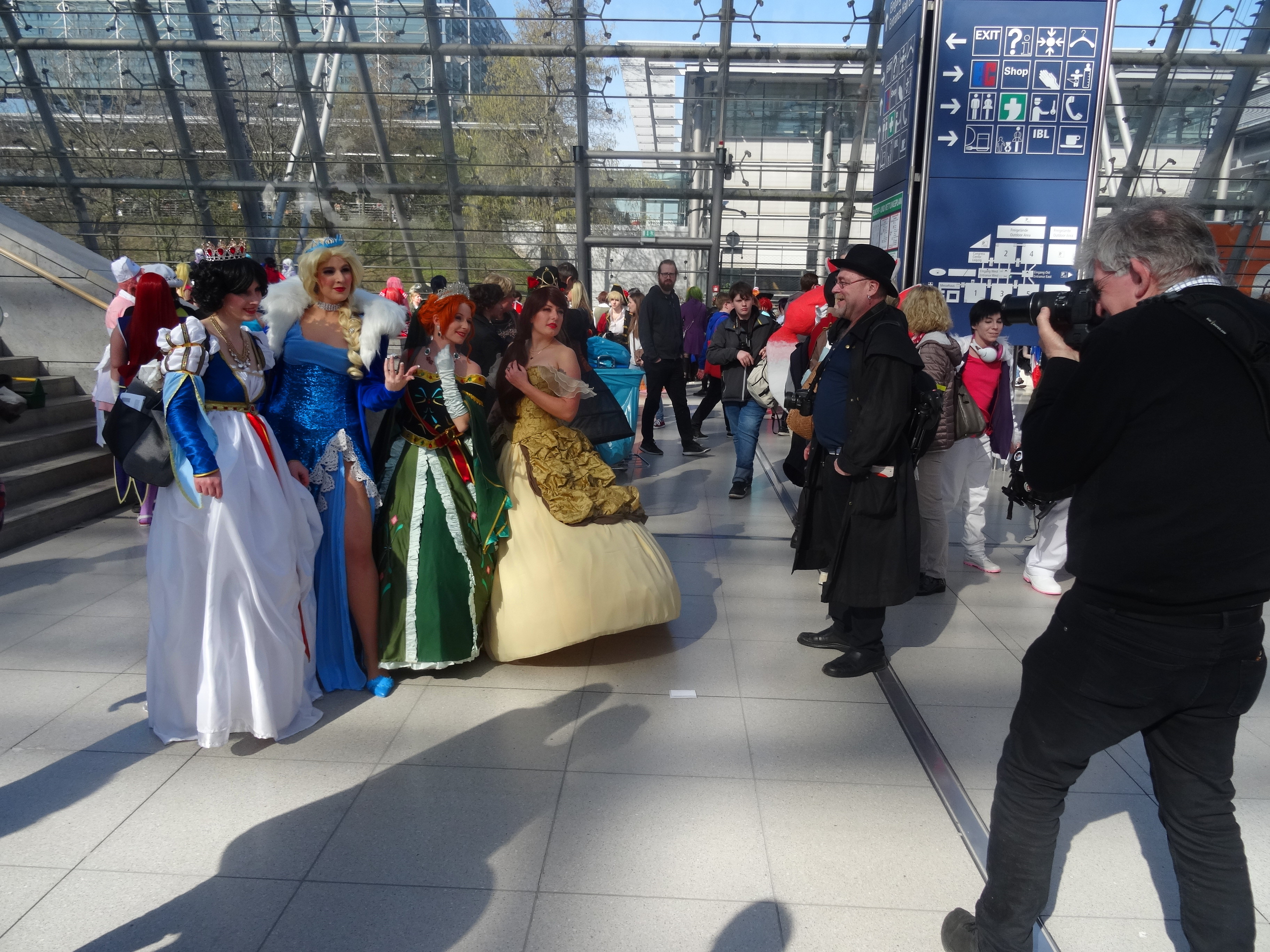
Cosplayers en la Feria del Libro de Leipzig 2017

Como la primera gran reunión de la industria del año, la Feria del Libro de Leipzig, con su presentación de los nuevos lanzamientos de primavera, se considera una importante fuente de inspiración para el mercado del libro. Los visitantes profesionales están principalmente en movimiento el primero de los cuatro días de la feria, un jueves. Para poder mantenerse frente a la feria del libro de Fráncfort del Meno, donde se tramita un volumen de pedidos mucho mayor, la feria del libro de Leipzig tuvo que reorientarse. La feria del libro es, por tanto, ante todo, una «feria de muestras pública que se centra en el encuentro entre el autor y el visitante».
Esta orientación más cercana hacia el lector se expresa en particular por el festival de lectura «Leipzig lee», que fue iniciado por la Feria de Leipzig y socios con los que coopera, como Bertelsmann, la asociación alemana de comercio de libros, el MDR y la ciudad de Leipzig. Con alrededor de 3600 eventos en 2019 (lecturas, charlas con autores, etc.) y 74 000 visitantes en 2018 por toda la ciudad y especialmente en el recinto ferial durante los cuatro días de feria, está considerado el mayor festival de este tipo en Europa.
Los visitantes y editores suelen describir el ambiente de la feria como informal y relajado. Debido este enfoque sobre el lector, la feria también es aceptada por lectores jóvenes y muy jóvenes, en la que participan numerosos cosplayers, que son un motivo fotográfico popular. Con el fin de aprovechar mejor este potencial, la «Convención de Manga» se lleva a cabo como parte de la Feria del Libro desde 2014.
En la Feria del Libro de Leipzig, los nuevos métodos de publicación y lectura son los puntos centrales. La tendencia hacia los audiolibros, por ejemplo, se reconoció particularmente rápido en la Feria del Libro de Leipzig y se incorporó al concepto de la feria.

## Programa marco
La feria está enmarcada por los medios de comunicación. Por ejemplo, con la presentación del Premio de la Feria del Libro de Leipzig (de 2002 a 2004, el Premio del Libro Alemán), el Premio del Libro de Leipzig para la Comprensión Europea y la nominación del Premio Alemán de Literatura Juvenil. También forma parte de la feria desde 2012 la entrega del premio de fomento de la lectura «Compás de Lectura de Leipzig» [Leipziger Lesekompass], organizado conjuntamente con la Fundación Lesen. Desde 2013, la Mesa Redonda de Autores de Leipzig se lleva a cabo paralelamente a la Feria del Libro. Desde 2015, un coro de aficionados de la feria del libro actúa junto con el coro de la radio MDR los domingos por la tarde. Desde 2019 existe dentro de la feria el «Taller Plus» [Werkstatt Plus], un taller de medios de comunicación para crear tus propios contenidos, especialmente para escolares.

## Historia

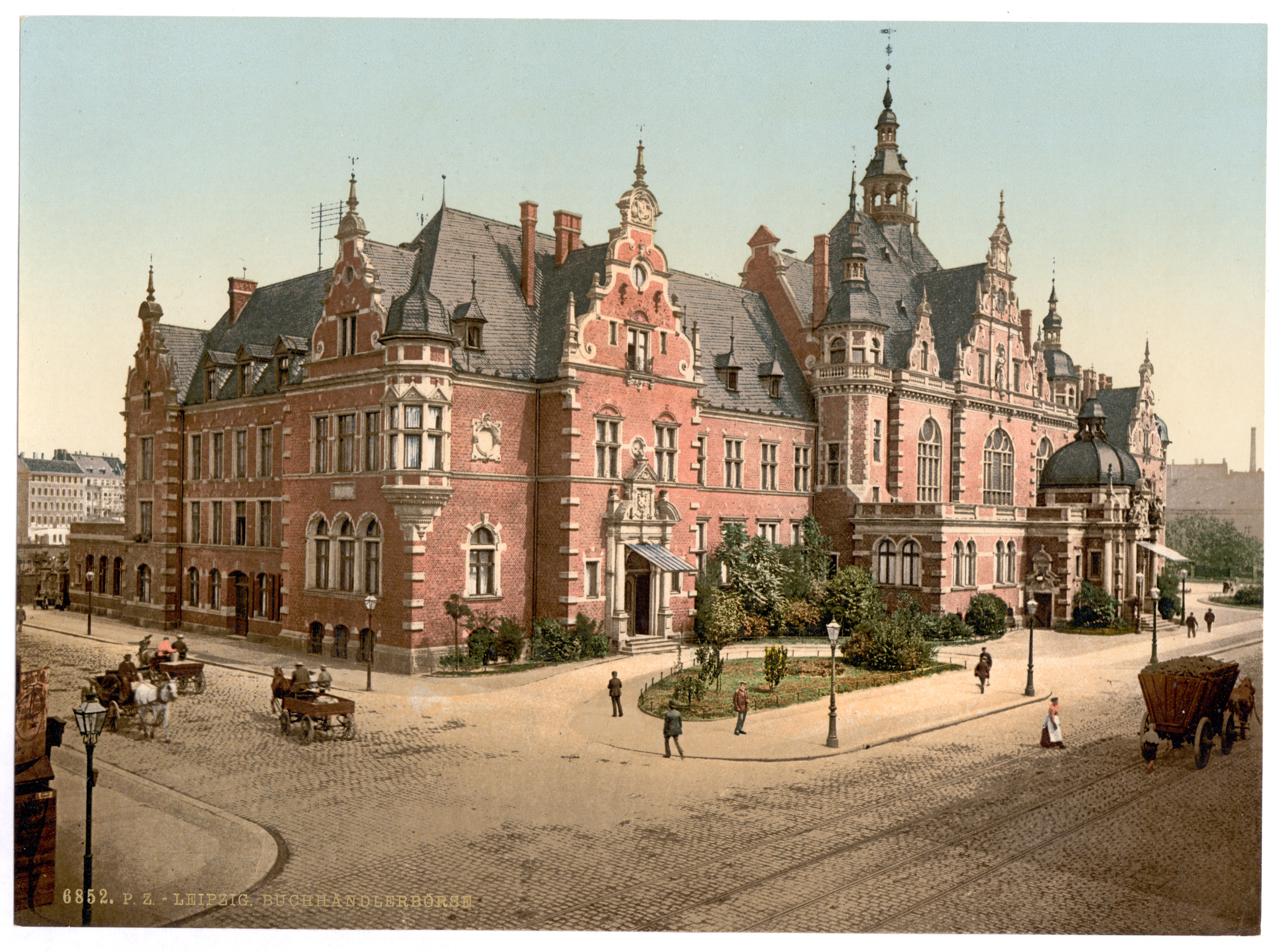
Casa del librero en Hospitalstrasse (hoy: Prager Strasse) alrededor de 1900

La historia de la Feria del Libro de Leipzig se remonta al siglo XVII. En 1632 el número de libros presentados en la Feria de Leipzig superó por primera vez al de la Feria del Libro de Fráncfort. Especialmente en el siglo XVIII, Leipzig, con sus editores, como Philipp Erasmus Reich, y libreros, representaba el centro del comercio de libros alemán moderno. La Feria del Libro de Leipzig ocupó el primer puesto hasta el fin de la II Guerra Mundial, en 1945, solo entonces fue superada por la Feria de Fráncfort. Sin embargo, la feria del libro siguió siendo un importante punto de encuentro para los amantes de los libros y los libreros de Europa Oriental y Occidental, incluso durante la era de la República Democrática Alemana. Los editores occidentales estuvieron representados desde 1952.: 39  La Messehaus am Markt ofrecía 8000 metros cuadrados de espacio desde 1963, mientras que Frankfurt disfrutaba de 22000 metros cuadrados en ese momento.: 40  A partir de 1973 la Feria del Libro comenzó a realizarse en primavera. Los periodistas de Alemania Occidental visitaban la feria y la utilizaban como un «barómetro político-cultural».: 42  A diferencia de la feria comercial de Fráncfort, todos tenían acceso constante; en Fráncfort la gran mayoría de los días estaban y están reservados para los visitantes profesionales. La curiosidad del público no siempre quedaba satisfecha: por ejemplo, en la primavera de 1965, 800 títulos solo pudieron mostrarse como «volúmenes ficticios», ya que las editoriales de la RDA no recibían su asignación de papel hasta abril de cada año.: 44  Incluso los libreros no siempre pudieron beneficiarse de la feria, ya que las ediciones solicitadas no se habían imprimido.: 44  La tolerancia de los editores occidentales hacia la impresión ilegal de libros era bien conocida: Uwe Tellkamp lo retrató en su novela Der Turm.: 45  Las lecturas al margen de la feria del libro, que hoy tienen lugar en gran número, eran raras en aquel entonces; un promedio de 30 eventos con 2000 lectores en la década de 1980.: 44  Como evento paralelo, la Primera Feria del Libro Alternativo en Leipzig introdujo una gran cantidad de lecturas y reuniones con los autores; esta idea se adoptó más tarde como «Leipzig Lee».
Tras la reunificación alemana y el traslado de la feria del Messehaus am Markt al nuevo recinto ferial en 1998, la feria del libro vuelve a resurgir con ritmos de crecimiento constantes. Desde 1995, la Feria del Libro Antiguo de Leipzig también se lleva a cabo durante la Feria del Libro como complemento al programa.
El 3 de marzo de 2020, la Feria del Libro de Leipzig 2020 y todos los eventos relacionados, Manga-Comic-Con y el Festival de Lectura Leipzig Lee, fueron cancelados debido a la pandemia de COVID-19. La Feria del Libro de Leipzig 2021 y todos los eventos relacionados se cancelaron en enero de 2021, nuevamente debido a la situación de riesgo causada por la pandemia del coronavirus. Debido a la cancelación, la feria fue incluida en el nivel de alerta temprana de la Lista Roja 2.0 por el Consejo Cultural Alemán en abril de 2021. Alternativamente, se llevaron a cabo «lecturas en vivo y presentaciones de editores en espacios digitales y en lugares seleccionados en Leipzig». En 2022, la Feria del Libro fue cancelada por tercera vez consecutiva debido a la pandemia de COVID-19. «Numerosas cancelaciones por parte de los expositores [...] han llevado a que la calidad esperada y la amplitud del contenido [...] ya no podían garantizarse», dijeron los organizadores, u. a. los grupos editoriales Oetinger y Penguin Random House cancelaron su participación. Dado que la cancelación se produjo poco tiempo antes del inicio programado, el organizador decidió no crear un programa digital alternativo. 60 editores organizados en el período del 18 al 20 de marzo de 2022 en el Werk 2, un centro sociocultural en Leipzig, una «feria_ del_libro_popup» [buchmesse_popup] alternativa. Además, se realizaron y retransmitieron en Internet las entregas de premios previstas para la feria.
Para el año 2023 la feria del libro estaba prevista originalmente para el 23 al 26 de marzo, pero se pospuso un mes en mayo de 2022 como medida de precaución. La feria tendrá lugar entre el 27 al 30 de abril de 2023.

## Balance desde 2008

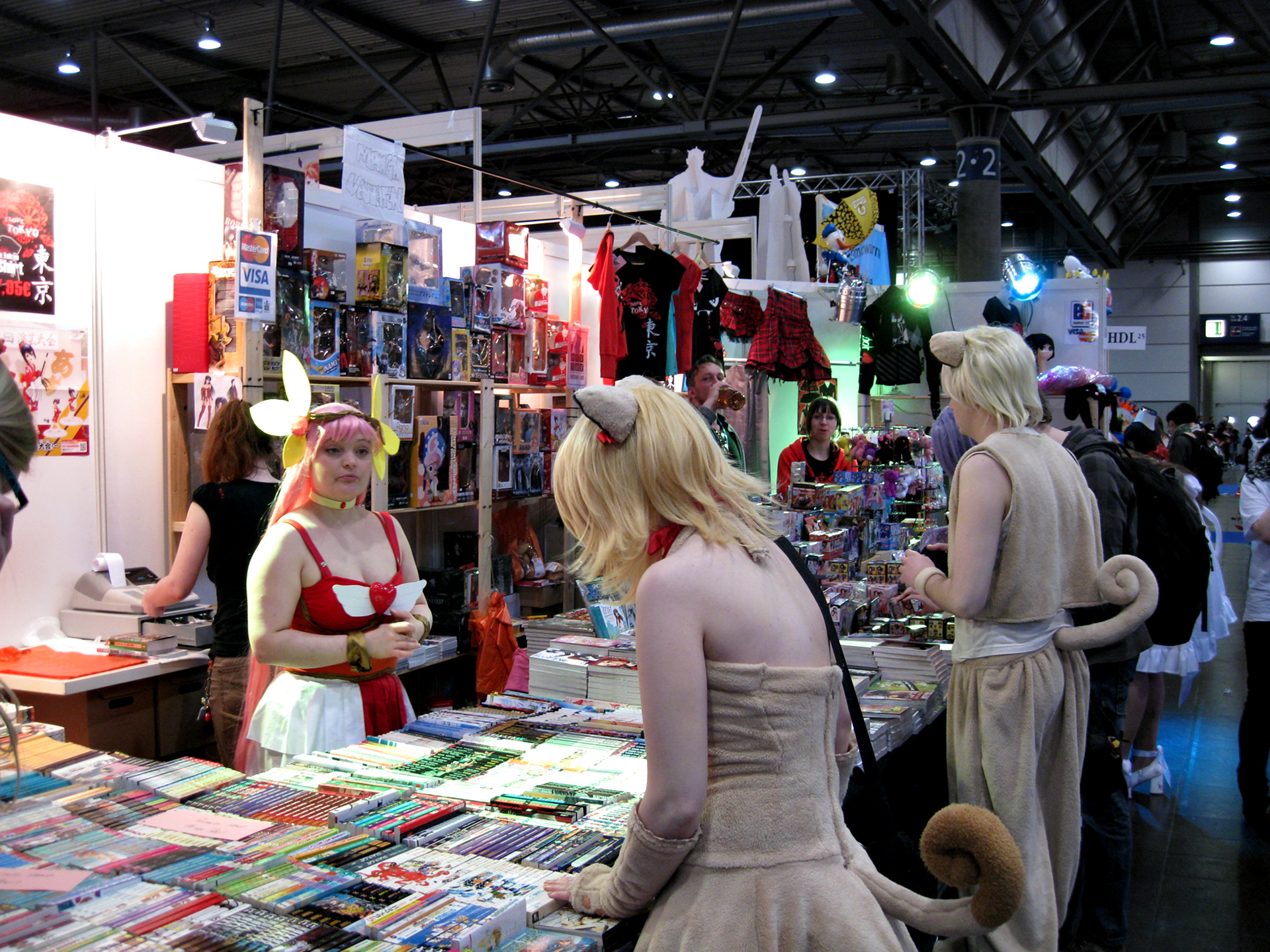
Stand de exhibición con artículos de merchandising para series de anime y manga, Feria del Libro de Leipzig 2012

Con 129 000 visitantes y 2345 editores de 39 países en 2008, la feria estableció un nuevo récord de visitantes (un crecimiento del 1,6 %), mientras que el número de expositores se redujo ligeramente.
En 2009 la Feria del Libro de Leipzig fue inaugurada el 11 de marzo con la entrega del Premio del Libro de Leipzig por el Entendimiento en Europa al historiador alemán Karl Schlögel. El 12 de marzo, el Premio de la Feria del Libro de Leipzig fue otorgado a Eike Schönfeld (en la categoría de traducción) por la traducción de El legado de Humboldt de Saul Bellow, al politólogo Herfried Münkler por Los alemanes y sus mitos (no ficción/ categoría ensayo) y a la escritora Sibylle Lewitscharoff por la novela Apostoloff (categoría ficción). La feria, a la que asistieron 2135 expositores de 38 países, estuvo abierta al público del 12 al 15 de marzo. Los temas principales incluyeron la agitación política en la República Democrática Alemana y en la Europa del Este. Según información de la dirección de la feria, se contabilizaron 147 000 visitantes, un aumento del 14 por ciento con respecto a 2008. Los organizadores daban por sentado que la feria seguiría consolidándose.
En 2010, el número de expositores se redujo a 2071 de 39 países, mientras que el número de visitantes siguió aumentando a 156 000, incluidos 45 000 visitantes profesionales.
Con 2150 expositores de 36 países, el año siguiente se volvió a alcanzar el nivel de 2009. Con 163 000 visitantes, incluidos 45000 visitantes profesionales, este número también aumentó en comparación con el año anterior.
La Feria del Libro de Leipzig 2012 tuvo lugar del 15 al 18 de marzo de 2012. En la feria participaron un total de 2071 editoriales de 44 países. Con un total de 163 500 visitantes, se alcanzó la media del año anterior.
Con 175 000 visitantes, la Feria del Libro de 2014 estableció un nuevo récord. Alrededor de 31 000 de ellos viajaron al Manga Comic Convention de este año.
En 2015, la feria del libro se centró en Alemania e Israel desde 1965 hasta 2015, reconociendo así la relación única entre los dos países. Numerosos autores de Israel y Alemania hablaron sobre el pasado, presente y futuro de la relación especial.
Con 208 000 visitantes, la Feria del Libro de 2017 volvió a marcar un récord. Alrededor de 105 000 visitantes también asistieron al Manga Comic Convention de este año.
En 2018 la Feria del Libro de Leipzig no terminó con un número récord de visitantes. Los solo 197 000 visitantes acudieron a la Feria del Libro de Leipzig debido a las difíciles condiciones climáticas y a una interrupción en la estación central de Leipzig debido al inicio inesperado y severo del invierno. El número de expositores aumentó a 2635. Alrededor de 104 000 visitantes también asistieron al Manga Comic Convention de este año. El país invitado fue Rumanía.
| fecha                             | expoitores                                             | países                                                 | Visitantes Feria del Libro de Leipz y Leipzig lee      | Visitantes Feria del Libro de Leipzig                  | Visitantes del Manga Comic Convention                  | Profesionales visitantes                               | País invitado Foco |
| --------------------------------- | ------------------------------------------------------ | ------------------------------------------------------ | ------------------------------------------------------ | ------------------------------------------------------ | ------------------------------------------------------ | ------------------------------------------------------ | --- |
| 12/16 de marzo de 2008            | 2 345                                                  | 39                                                     |                                                        | 129 000                                                | –                                                      |                                                        | Croacia |
| 11/15 de marzo de 2009            | 2 135                                                  | 38                                                     |                                                        | 147 000                                                | –                                                      |                                                        | |
| 17/21 de marzo de 2010            | 2 071                                                  | 39                                                     |                                                        | 157 000                                                | –                                                      | 45 000                                                 | |
| 16/20 de marzo de 2011            | 2 150                                                  | 36                                                     |                                                        | 163 000                                                | –                                                      | 45 000                                                 | Serbia |
| 15/18 de marzo de 2012            | 2 071                                                  | 44                                                     |                                                        | 163 500                                                | –                                                      |                                                        | |
| 14/17 de marzo de 2013            | 2 069                                                  | 43                                                     |                                                        | 168 000                                                | –                                                      | 50 000                                                 | |
| 13/16 de marzo de 2014            | 2 194 de ellos, 167 en el Manga Comic Convention       | 42                                                     | 237 000                                                | 175 000                                                | 89 000                                                 |                                                        | Suiza |
| 12/15 de marzo de 2015            | 2 263 de ellos, 284 en el Manga Comic Convention       | 42                                                     | 251 000                                                | 186 000                                                | 93 000                                                 | 54 800                                                 | 1965 a 2015. Alemania – Israel |
| 17/20 de marzo de 2016            | 2 250 de ellos, 270 en el Manga Comic Con              | 42                                                     | 260 000                                                | 195 000                                                | 96 000                                                 |                                                        | |
| 23/26 de marzo de 2017            | 2 439 de ellos, 294 en el Manga Comic Con              | 43                                                     | 285 000                                                | 208 000                                                | 105 000                                                | 56 500                                                 | Lituania |
| 15/18 de marzo de 2018            | 2 635 de ellos, 330 en el Manga Comic Con              | 46                                                     | 271 000                                                | 197 000                                                | 104 000                                                |                                                        | Rumanía |
| 21/24 de marzo de 2019            | 2 547 de ellos, 351 en el Manga Comic Con              | 46                                                     | 286 000                                                | –                                                      | 104 000                                                |                                                        | Chequia |
| 12/15 de marzo de 2020 (planeado) | Cancelada el 3 de marzo por la pandemia de COVID-19.   | Cancelada el 3 de marzo por la pandemia de COVID-19.   | Cancelada el 3 de marzo por la pandemia de COVID-19.   | Cancelada el 3 de marzo por la pandemia de COVID-19.   | Cancelada el 3 de marzo por la pandemia de COVID-19.   | Cancelada el 3 de marzo por la pandemia de COVID-19.   | Planeadot: Región enfocada 2020–22: Base común. Literatura de Europa sudoccidental (Expositores de Albania, Bosnia y Herzegovina, Bulgaria, Kosovo, Croacia, Montenegro, Macedonia del Norte, Rumanía, Serbia, Eslovenia) |
| 27/30 de mayo de 2021 (planeado)  | Cancelado el 29 de enero por la pandemia de COVID-19.  | Cancelado el 29 de enero por la pandemia de COVID-19.  | Cancelado el 29 de enero por la pandemia de COVID-19.  | Cancelado el 29 de enero por la pandemia de COVID-19.  | Cancelado el 29 de enero por la pandemia de COVID-19.  | Cancelado el 29 de enero por la pandemia de COVID-19.  | Portugal |
| 17/20 de marzo de 2022 (planeado) | Cancelado el 9 de febrero por la pandemia de COVID-19. | Cancelado el 9 de febrero por la pandemia de COVID-19. | Cancelado el 9 de febrero por la pandemia de COVID-19. | Cancelado el 9 de febrero por la pandemia de COVID-19. | Cancelado el 9 de febrero por la pandemia de COVID-19. | Cancelado el 9 de febrero por la pandemia de COVID-19. | Austria |
| 27/30 de abril de 2023            |                                                        |                                                        |                                                        |                                                        |                                                        |                                                        | Austria |
| Marzo de 2024                     |                                                        |                                                        |                                                        |                                                        |                                                        |                                                        | Holanda y Flandes |